# بيار بوردان
بيار بوردان (بالفرنسية: Pierre Bourdin)‏ (8 يناير 1994 بفانسن في فرنسا - ) هو لاعب كرة قدم فرنسي في مركز الدفاع. شارك مع منتخب فرنسا تحت 16 سنة لكرة القدم ومنتخب فرنسا تحت 17 سنة لكرة القدم ومنتخب فرنسا تحت 18 سنة لكرة القدم ومنتخب فرنسا تحت 20 سنة لكرة القدم. أما مع النوادي، فقد لعب مع باريس سان جيرمان وسيركل بروج.

## روابط خارجية
- بيار بوردان على موقع قاعدة بيانات كرة القدم.إي يو (الإنجليزية)
- بيار بوردان على موقع Soccerway.com (الإنجليزية)